# (1195) Orangia
(1195) Orangia est un astéroïde de la ceinture principale découvert le 24 mai 1931 par l'astronome sud-africain Cyril V. Jackson. Il a été nommé en référence à l'État libre d'Orange.

## Historique
Le lieu de découverte, par l'astronome sud-africain Cyril V. Jackson, est Johannesburg (UO).
Sa désignation provisoire, lors de sa découverte le 24 mai 1931, était 1931 KD.

## Caractéristiques
La distance minimale d'intersection de l'orbite terrestre est de 0,792 453 ua.